# Edifício do Governo Civil de Aveiro
O Edifício do Governo Civil de Aveiro é um edifício que existe em Aveiro, Portugal, conhecido por ter albergado o Governo Civil de Aveiro, entre 1901 e 2011, servindo atualmente de sede ao Comando Distrital da Polícia de Segurança Pública (PSP).
Construído em 25 de setembro de 1901, sobre as ruínas do Palacete do Visconde de Almeidinha, o edifício albergou o Governo Civil e a Junta Distrital do Distrito de Aveiro, a Auditoria Administrativa, Fazenda Pública e Obras Públicas de Aveiro e a 1ª Secção da Direção Geral do Mondego.
O Governo Civil de Aveiro, criado em 1835, funcionou em vários edifícios diferentes, tendo ocorrido grandes incêndios em dois deles, em 1864 (Paço dos Tavares, destruído) e 1942 (edifício atual). O Palacete do Visconde de Almeidinha, que existia no local onde o edifício atual foi construído, foi também destruído por um incêndio em 1871.
Em 2 de março de 2006, foi criada uma esquadra da Polícia de Segurança Pública de Aveiro no piso térreo do edifício. Após a extinção dos Governos Civis, em 30 de julho de 2011, a PSP converteu o restante edifício para servir de sede ao seu Comando Distrital, onde funciona atualmente.

## História

### Edifício original (Paço dos Tavares)

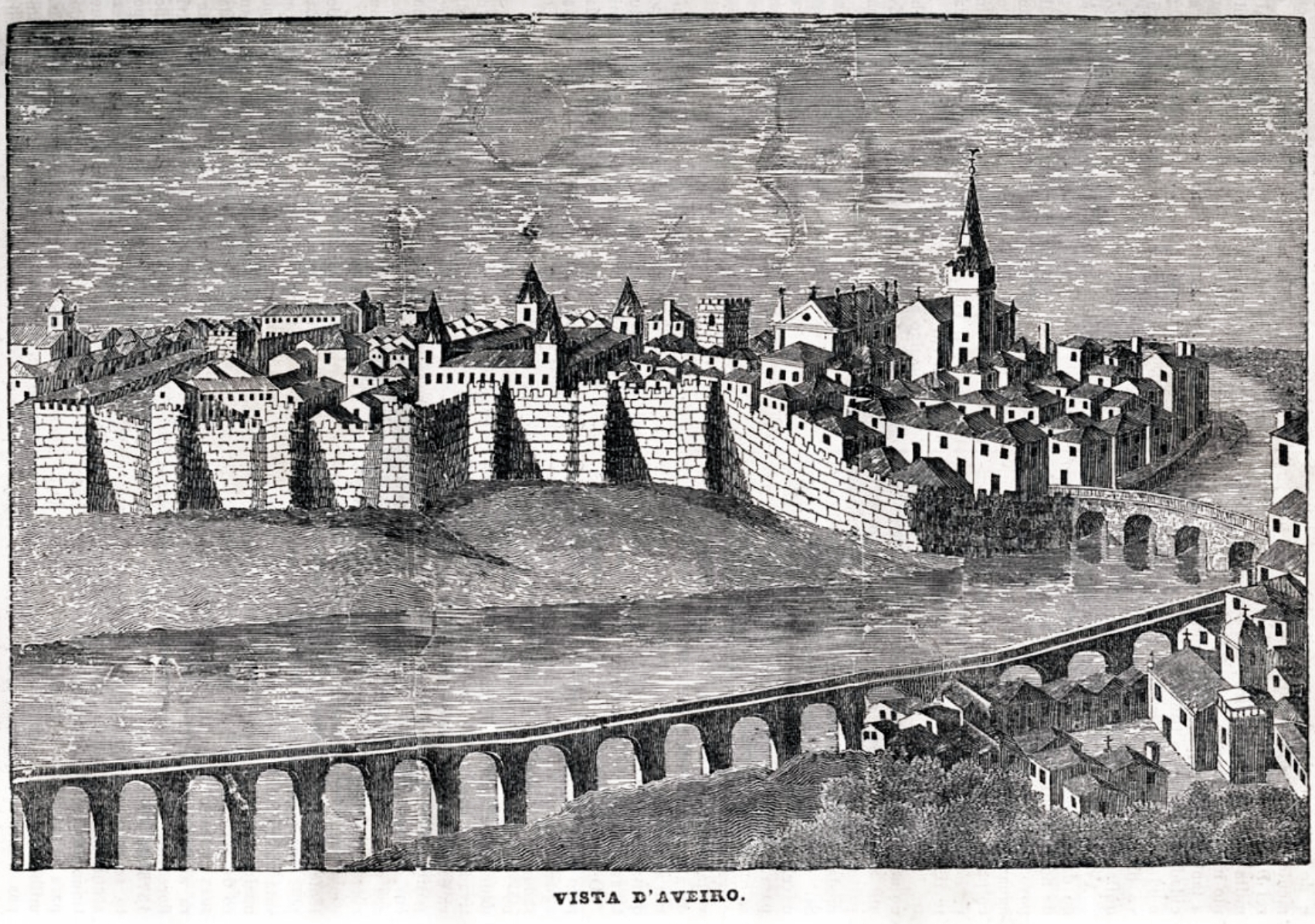
Ilustração de Aveiro na era medieval. O Paço dos Tavares localizava-se sobre a Porta da Marinha, próximo da ponte.

Antes da mudança para a sua localização atual, na Praça Marquês de Pombal, o Governo Civil de Aveiro encontrava-se no antigo Paço dos Tavares, junto ao Canal Central.
Esta vila pertencia à família dos Tavares e situava-se junto à muralha da cidade, sobre a Porta da Ribeira. Mandada construir por Gonçalo de Tavares, primeiro Senhor de Mira, esta residência desenvolveu-se a partir da oferta de uma torre da muralha, por D. Manuel, em 24 de Março de 1503. O edifício, em 1687, era descrito da seguinte forma:
Mas ainda melhores casas pelo sitio sobre a porta da Ribeira são as dos nobres Tavares, senhores da Villa de Mira, e n'esta moradores, pois egualando com abobadas, muros, e ladeiras sobre a rua, á qual deram o seu apellido de Tavares, se entra em côche até á primeira sala.. sobre outra abobada junta da porta da Ribeira, e por cima d'esta a olhar para o esteiro e praça tem um jardim com flores e plantas, onde está tambem uma grandiosa estatua de pedra de figura humana com uma serpente enroscada em uma das pernas, a qual é antiquissima e ha quem diga que é do tempo dos romanos, mas isso é tradição que me parece sem fundamento.
—QUEIMADO, CRISTÓVÃO DE PINHO (1937). Arquivo do Distrito de Aveiro - Vol 3. Aveiro p. 96.

#### Incêndio de 1864
Em 20 de julho de 1864, deflagrou um grande incêndio no edifício do Governo Civil. O sentinela que fazia guarda ao cofre apercebeu-se das chamas, por volta das 03h30, lançando de imediato o alerta aos vizinhos. Apesar da intervenção dos populares, na manhã seguinte, do edifício apenas restaram as paredes, tendo o primeiro piso (onde funcionava o Governo Civil) sido completamente destruído, bem como a quase totalidade do seu recheio e documentação. Após o incêndio, o Governo Civil de Aveiro foi transferido para o rés-do-chão do Liceu Nacional de Aveiro (atual Escola Secundária José Estêvão).

### Palacete do Visconde de Almeidinha

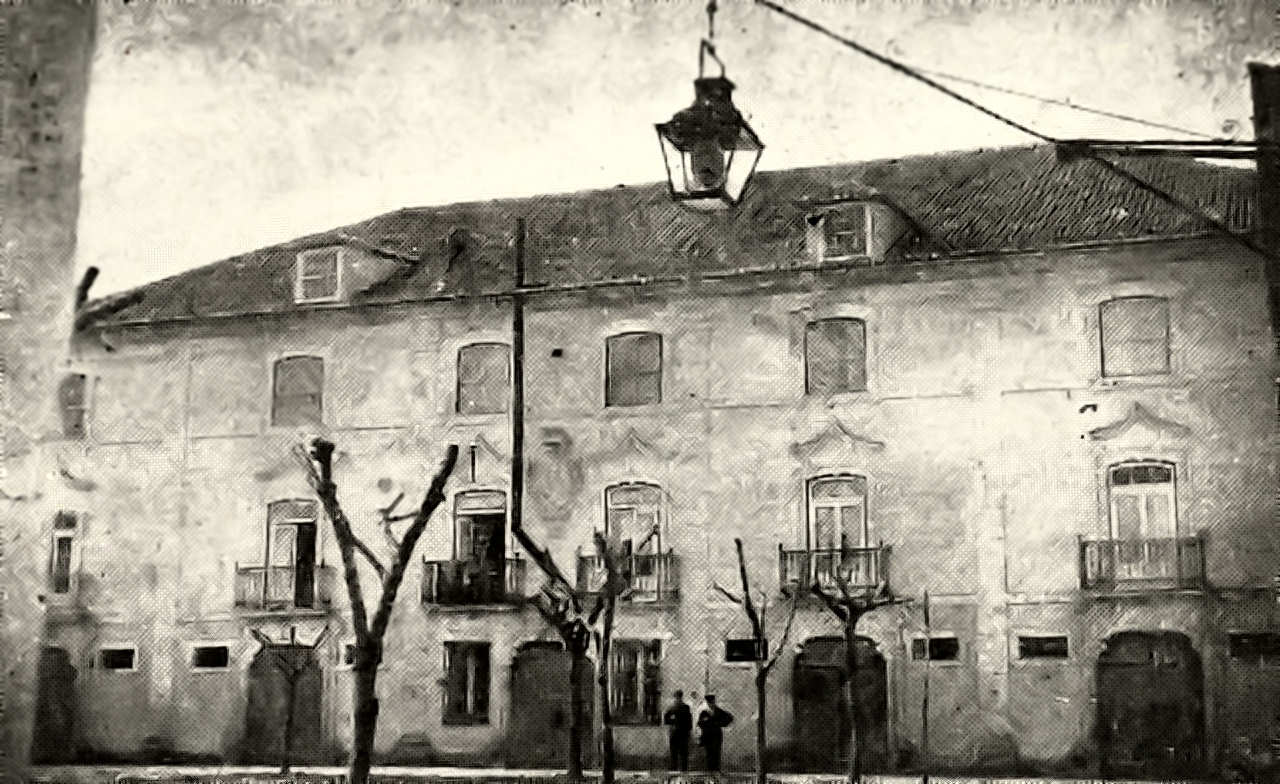
Fachada do palacete do Visconde de Almeidinha.

Brites de Lara e Meneses (filha de Manuel de Meneses de Noronha, duque de Vila Real) mandou construir um paço para sua residência, entre 1610 e 1616, no local onde existem atualmente a Praça Marquês de Pombal e o edifício do Governo Civil. Segundo a sua vontade, após a sua morte, este complexo deveria ser convertido num convento feminino da Ordem dos Carmelitas Descalços. Em 1657, o Duque de Aveiro Raimundo de Lencastre (sobrinho herdeiro de Brites de Lara e Meneses, que morreu sem descendentes, em 4 de junho 1648) doou o Paço à Ordem dos Carmelitas, procedendo-se depois à adaptação deste à vida conventual, chegando as primeiras freiras no ano seguinte, vindas de Lisboa. A Igreja de São João Evangelista é uma das estruturas que ainda restam do complexo.
Em 1759, o aveirense Manuel de Sousa Ribeiro iniciou a construção de um palacete, junto à muralha, num local que fizera parte do mencionado convento. Esta construção, demorada, apenas ficaria concluída pela sua sobrinha, Maria Benedita de Sousa Quevedo Pizarro, Viscondesa de Almeidinha (1794 — 1861, título Visconde de Almeidinha atribuído ao seu marido José Osório do Amaral Sarmento). Em 1852, quando a rainha D. Maria II visitou Aveiro, o palácio serviu-lhe de residência.

#### Incêndio de 1871
Na noite de 24 de junho de 1871 (noite de São João), durante os preparativos para o batizado da filha do Visconde, um incêndio deflagrou no interior do palacete e rapidamente se alastrou à totalidade do edifício, destruindo-o por completo.

### Construção do edifício atual

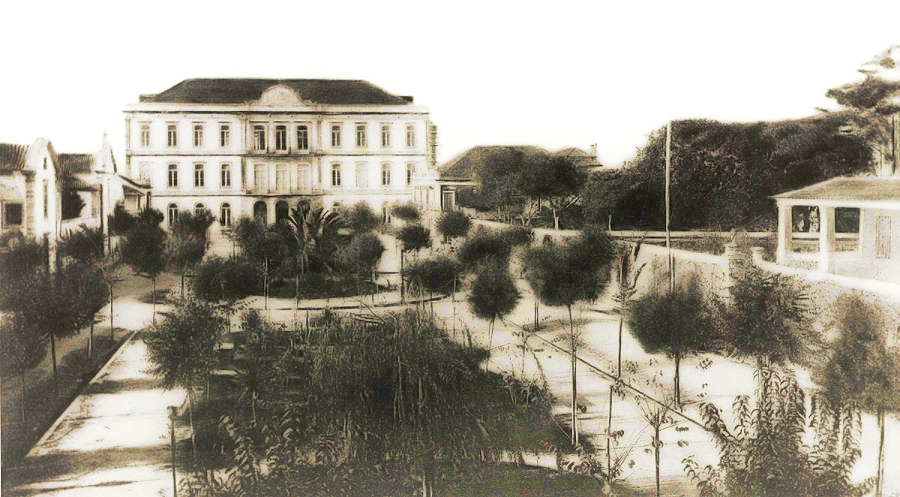
Edifício do Governo Civil, pouco tempo após a sua construção (1901).

Em 1888, o Dr. José Maria Barbosa de Magalhães, presidente da comissão executiva delegada da Junta Distrital, propôs que nas ruínas do palácio se erguesse um amplo edifício, para a instalação das principais repartições de feição distrital. A Junta Geral do Distrito comprou então por 500.000 reis as ruínas deste paço, bem como uma capela que lhe pertencia e se ligava a ele por um arco sobre a rua da Sé.
Em 3 de Setembro de 1888 começou a demolição das ruínas do paço, para no local ser construído um grande edifício destinado a todas as repartições públicas distritais, numa obra orçada em vinte e oito contos de reis. A elaboração do projeto foi confiada ao engenheiro José Maria de Melo de Matos e o novo edifício, de 42 metros de comprimento por 16 de largura, foi inaugurado em 25 de setembro de 1901.

#### Incêndio de 1942

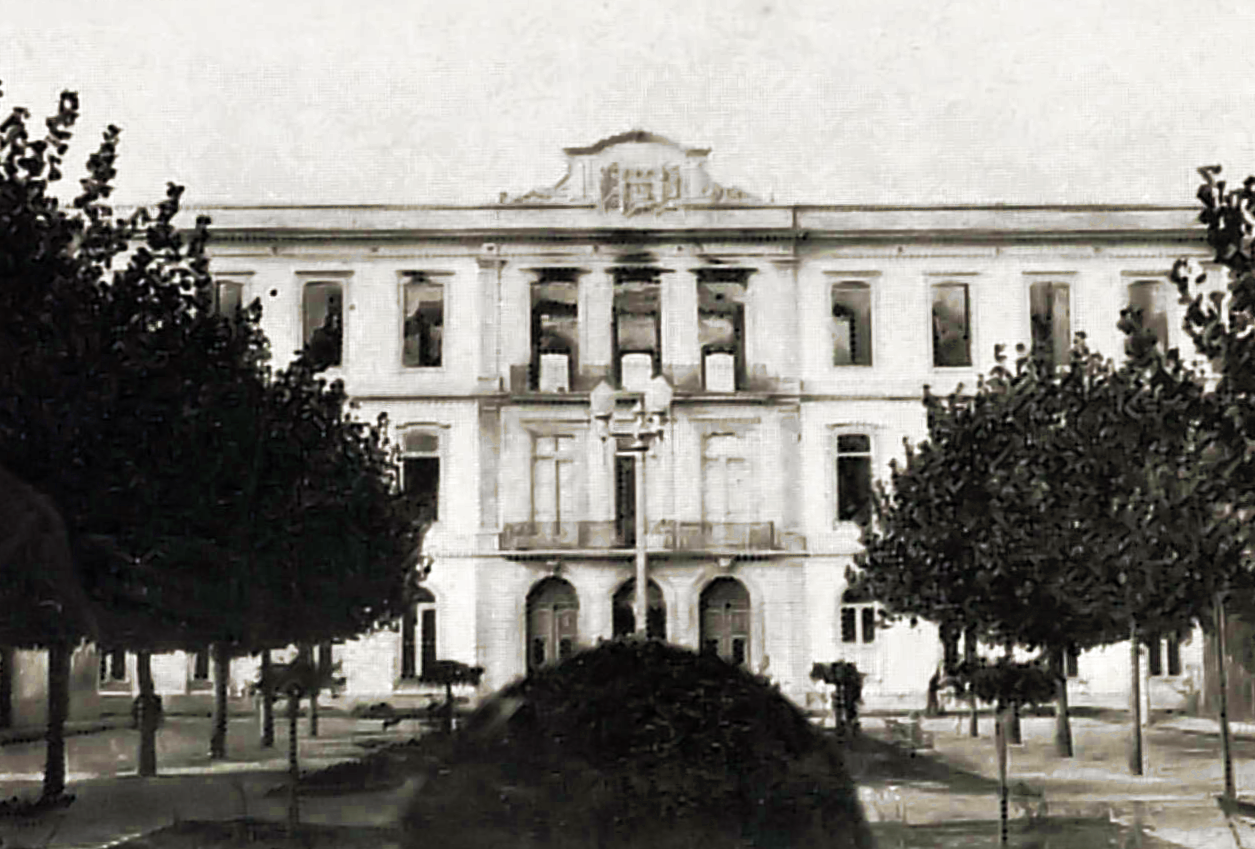
O estado do Edifício, após o incêndio de 1942.

Na noite de sábado, 17 de outubro de 1942, um incêndio deflagrou no sótão do edifício. Chegadas à praça, as duas corporações de bombeiros de Aveiro tentaram controlar as chamas, que se tornavam progressivamente mais violentas. No entanto, a ausência de bocas de incêndio no local (a água canalizada ainda não existia e a falta de equipamento adequado, por parte dos bombeiros, tornaram o combate às chamas ineficaz. O telhado e o piso do sótão desabaram, expandindo o incêndio ao segundo andar, completamente consumido pelas chamas. Pouco depois, as chamas desceram para o primeiro andar, não tendo no entanto atingido o piso térreo, devido à ação dos bombeiros, reforçados com corporações de Ílhavo e Estarreja.
Enquanto os bombeiros combatiam as chamas, militares do Regimento de Infantaria 10, auxiliados pelos funcionários do edifício e diversos populares, tentaram salvar a documentação e mobiliário existentes nas divisões onde o fogo ainda não tinha chegado. No entanto, a rapidez da propagação do incêndio levou à perda de grande parte da documentação. Esta perda de documentação é facilmente percetível no repositório do arquivo do Governo Civil, à guarda do Arquivo Distrital de Aveiro.
No dia 28 de outubro, um reacendimento obrigou os bombeiros a deslocarem-se ao local novamente, 11 dias após o incêndio principal ter ocorrido. 

### Extinção dos Governos Civis
O primeiro-ministro Pedro Passos Coelho anunciou na sua tomada de posse a 21 de junho de 2011 que não iria nomear novos governadores civis e que iria promover a extinção de todos os Governos Civis. Em 8 de Setembro de 2011, o Governo extinguiu de facto todos os Governos Civis mediante a aprovação de um decreto-lei que transferiu todas as competências destes órgãos para outros órgãos administrativos (como as Câmaras Municipais, a Polícia de Segurança Pública, a Guarda Nacional Republicana e a Autoridade Nacional de Proteção Civil), procedendo ainda à liquidação do património dos Governos Civis e à transferência dos seus funcionários para a Polícia de Segurança Pública e a Guarda Nacional Republicana.
Com a extinção do Governo Civil, o edifício foi posteriormente convertido na sede do Comando Distrital da PSP de Aveiro, que se encontra em atividade atualmente.

## Cronologia

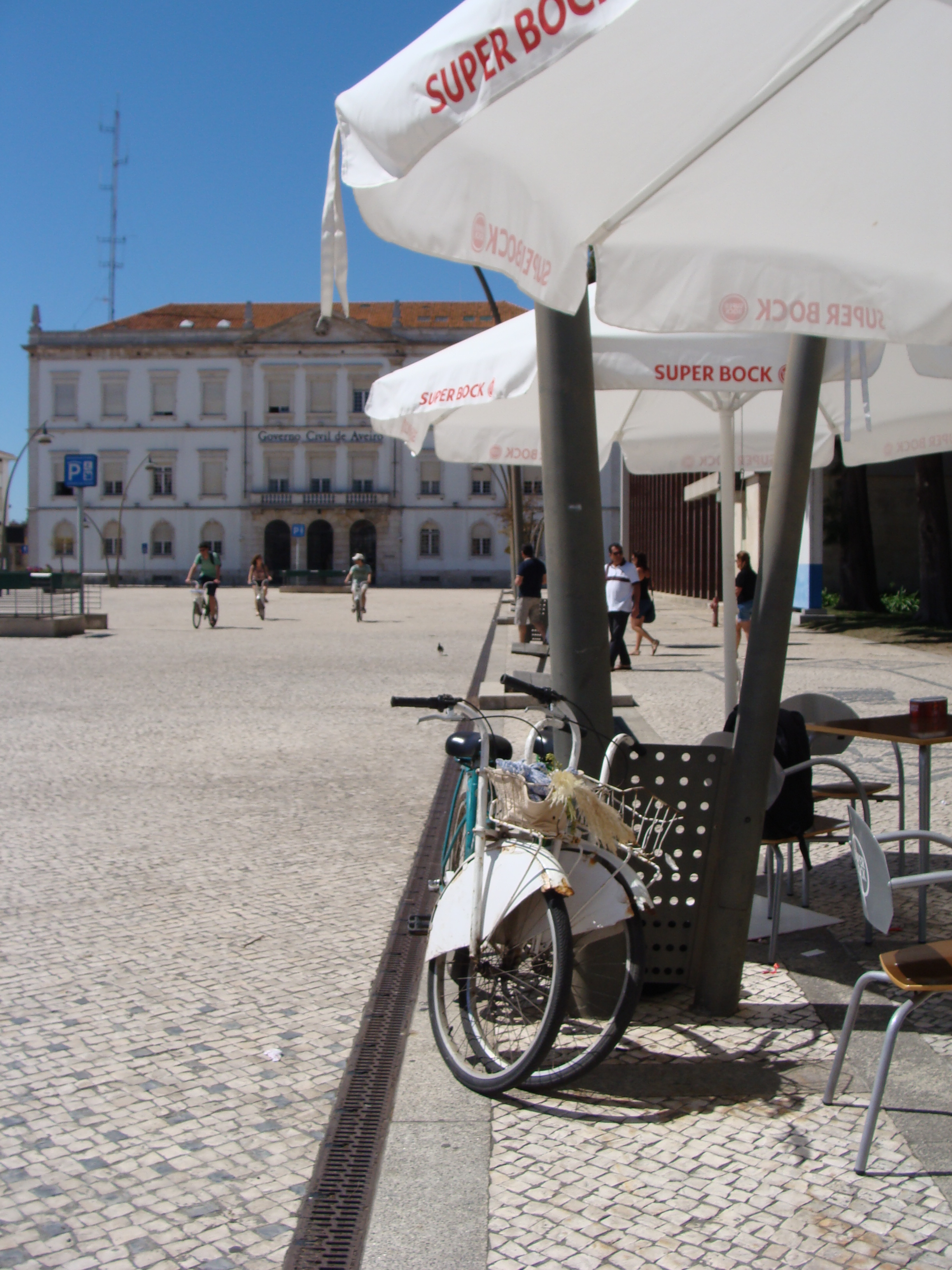
Praça Marquês de Pombal, com o Edifício do Governo Civil ao fundo.

- 1610: por ordem de D. Brites de Lara, começa a construção, no extremo sul da muralha de Aveiro, de um espaçoso paço para sua habitação, o qual, após a sua morte, deveria ser destinado a convento feminino de carmelitas descalças;
- 1616: conclui-se a construção do paço, onde D. Brites passa a viver, até à sua morte em 1648;
- 1657: alvará de D. Luísa de Gusmão, rainha regente após a morte de D. João IV, autorizando a criação do convento, que tinha sido negada pelo rei, apesar de diversos pedidos feitos por D. Brites de Lara. D. Raimundo, Duque de Aveiro e herdeiro de D. Brites, que fficara viúva sem descendência, faz então a doação do paço à Ordem dos Carmelitas Descalços, seguindo-se obras de adaptação à vida conventual;
- 1658: chegam a Aveiro as primeiras freiras carmelitas, vindas de Lisboa;
- 1659: é colocado sobre o portão do convento um brasão com as armas do Duque de Aveiro. O brasão seria totalmente picado em 1759, após o célebre processo dos Távoras, movido pelo Marquês de Pombal pela alegada tentativa de assassínio de D. José I. Um dos implicados no processo foi o 8º e último Duque de Aveiro, D. José de Mascarenhas e Lencastre, na sequência do qual foi executado, tendo todos os seus bens sido confiscados;
- 1704: início da construção da igreja do convento, que só ficaria concluída em 1748. Até então, era utilizada para os ofícios religiosos a capela do paço de D. Brites de Lara que depois deu origem ao convento;
- 1759: Manuel de Sousa Ribeiro, conceituado cidadão aveirense, inicia a construção de um palacete, junto à muralha, no local onde hoje se encontra o edifício do Governo Civil. O palacete só viria a ficar concluído no início do séc. XIX, sendo geralmente conhecido como palácio dos Viscondes de Almeidinha. Aí se albergou a própria rainha D. Maria II quando, em 1852, visitou a cidade;
- 1835: José Joaquim Lopes de Lima, oficial da Marinha, é nomeado primeiro governador civil do distrito de Aveiro;
- 1864: o velho palácio dos Tavares, junto à porta da Ribeira (hoje Canal Central), é destruído por um incêndio. Neste edifício, onde funcionara já o paço episcopal, estavam instalados, desde 1849, o Governo Civil e a Fazenda Pública;
- 1871: a 24 de Junho, o palacete dos Viscondes de Almeidinha é completamente destruído por um incêndio;
- 1888: a 11 de Outubro, a Junta Geral do Distrito compra o palacete dos Viscondes de Almeidinha por 500.000 reis. No local seria construído, pouco mais de uma década depois, o edifício do Governo Civil;
- 1901: é inaugurado o novo edifício do Governo Civil (ou das repartições públicas), onde ficam a funcionar, além do próprio Governo Civil, a Junta Geral do Distrito, a Auditoria Administrativa, as Finanças, as Obras Públicas e a Direcção Hidráulica do Mondego;
- 1905: a Câmara Municipal de Aveiro, presidida na altura por Gustavo Ferreira Pinto Basto, apresenta um projecto de abertura de um largo arruamento, desde o edifício do Governo Civil até à Rua Direita. Após acesa polémica, começa, em Julho deste ano, a demolição parcial dos edifícios conventuais;
- 1910: por decreto de 23 de Junho do Ministério das Obras Públicas, Comércio e Indústria, a igreja das Carmelitas é classificada como monumento nacional;
- 1942: a 26 de Abril, é inaugurado o novo edifício dos CTT na Praça Marquês de Pombal. Em 17 de outubro, um incêndio destrói os pisos superiores do Governo Civil.
- 1952: é inaugurado o busto de Gustavo Ferreira Pinto Basto na Praça Marquês de Pombal, onde permaneceu até ao início da construção do parque de estacionamento subterrâneo, altura em que foi mudado para o local onde hoje se encontra, junto à fachada nascente do Palácio da Justiça, na rua com o seu nome;
- 1962: é inaugurado o novo edifício do Palácio da Justiça;
- 1963:  é derrubada, no meio de bastante polémica, a palmeira que se encontrava na Praça Marquês de Pombal;
- 2006: é instalada uma esquadra da PSP no interior do edifício;
- 2011: os Governos Civis são extintos. O edifício é convertido na sede do Comando Distrital da PSP de Aveiro.

Fonte: